# Miloš Otto Bondy
Miloš Otto Bondy (1895 Praha – 1942) byl československý podnikatel (1921–1928), automobilový závodník a účastník II. odboje (1939–1942). Závodil jako soukromý jezdec, a to především na vozech Praga (1921), Austro-Daimler (1922), Bugatti (1928–1931) a Renault (1936). Za odbojovou činnost byl vězněn a popraven.

## Životopis
Narodil se v Praze v roce 1895 do rodiny mohovitého židovského podnikatele. Jeho rodiče – otec Leon Bondy (26. 7. 1860 Praha – 12. 10. 1923 Praha) a matka Marie „Mici“ Bondyová rozená Krulišová – měli tři syny. Nejstarší Vladimír se narodil v roce 1892, Karel v roce 1894 (7. 11. 1894 Praha – 14. 5. 1965 Praha) a Miloš jako třetí, nejmladší. Jeho otec Leon Bondy, absolvent pražské techniky se zasloužil o vznik České průmyslové banky (1898) a byl mj. předsedou výkonného výboru jubilejní výstavy (1908), člen správní rady rakouského Lloydu (od roku 1908), místopředsedou Obchodní a živnostenské komory v Praze (1910–1923), předsedou nebo čelným funkcionářem celé řady hospodářských korporací, majitel železářských podniků Ferra (dříve L. G. Bondy) a také mecenášem umění.
Manželství Miloš Bondy uzavřel s Olgou Krulišovou (nar. 24. října 1895 v Praze) a v květnu 1921 se jim narodil syn Miloš Micha Bondy (21. května 1921 Praha – 21. dubna 1986 Kidron, Izrael).
Po ukončení studií Miloš Otto Bondy začal podnikat. Jako pražský velkoobchodník se v roce 1920 stal na ustavující valné hromadě členem správní rady Autodopravní akciové společnosti (1919–1923). Tato společnost byla založena JUDr. Karlem Baxou (starosta hl. města Prahy) a Čechoameričanem kpt. Emanuelem Viktorem Voskou jako prezidentem Československé obchodní společnosti americké (Czechoslovak Commercia Corporation of America). Autodopravní společnost však po krátké době končí úpadkem, protože společnost po nákupu 52 osobních vozů (taxi), 10 luxusních automobilů, 19 autobusů (městská doprava) a 18 nákladních automobilů (spedice) nebyla schopna dostát svým závazkům. V roce 1923 byla smlouva města s Autodopravní akciovou společností v Praze rozvázána. V roce 1925 Autodopravní akciovou společnost nákupem akcií na burze ovládla skupina akcionářů blízká Českomoravské Kolben-Daněk.
Mnohem významnější byla jeho kapitálová účast a vlastnictví společnosti Miloš Bondy a spol., továrna na letadla (Avia, 1921–1928). Zástupci pražských oddílů stolního tenisu se sešli 20. února 1925 v restauraci Carlton s Provaznické ulici a ustavili přípravný výbor, který měl za úkol vypracovat stanovy České tabletennisové asociace (ČsTTA). Už o měsíc později 18. března v bubenečské vile Bondyů na Zátorce (nyní Romaina Rollanda 392/4, v majetku Ruské federace) delegáti devíti klubů zvolili Miloše Bondyho předsedou ČsTTA a položili tímto základní kámen k organizovanému stolnímu tenisu v českých zemích a na Slovensku. V roce 1927 byl na valné hromadě zvolen členem správní rady Středostavovské záložny v Praze. V roce 1928 ve dvoraně jeho domu Na Poříčí 30 směrem k Florenci začal stavět moderní víceposchoďový hotel s garážemi až pro 400 vozů (tři podzemní patra a sedm nadzemních). Podle projektu berlínského architekta Müllera stavbu vedl český architekt Václav Pilc. Nový hotel AXA (Na Poříčí 1051/40), jehož majitelem se stal Václav Pilc, byl postaven v letech 1930–1932 jako polyfunkční funkcionalistická řadová trojkřídlá budova. V roce 1929 se kapitálově podílel na vzniku motocyklu MAT ing. F. Votroubka, který byl vyroben v jeho podniku MB-Miloš Bondy. Motocykl MAT z konce dvacátých let byl vyráběn v limitované sérii. Stroj byl osazen řadovým čtyřválcem o objemu 498 cm³ a nebyl poháněn obvyklým řetězem, ale kardanovým hřídelem.
Miloš Otto Bondy v době propuknutí II. světové války obchodně pobýval v Paříži. S pomocí důstojníka zpravodajského oddělení francouzské armády mjr. Goyi se přemístil do Budapešti. Zde vedl zpravodajskou skupinu pro Obranu národa pracující pro jeho II. oddělení, pro přechody do zahraničí. V srpnu 1942 byl Miloš O. Bondy obviněn a odsouzen ze „zemězrady, napomáhání nepříteli a přípravy k velezradě“. Byl označen za zvláště nebezpečného nepřítele Říše, odsouzen k trestu smrti a popraven.

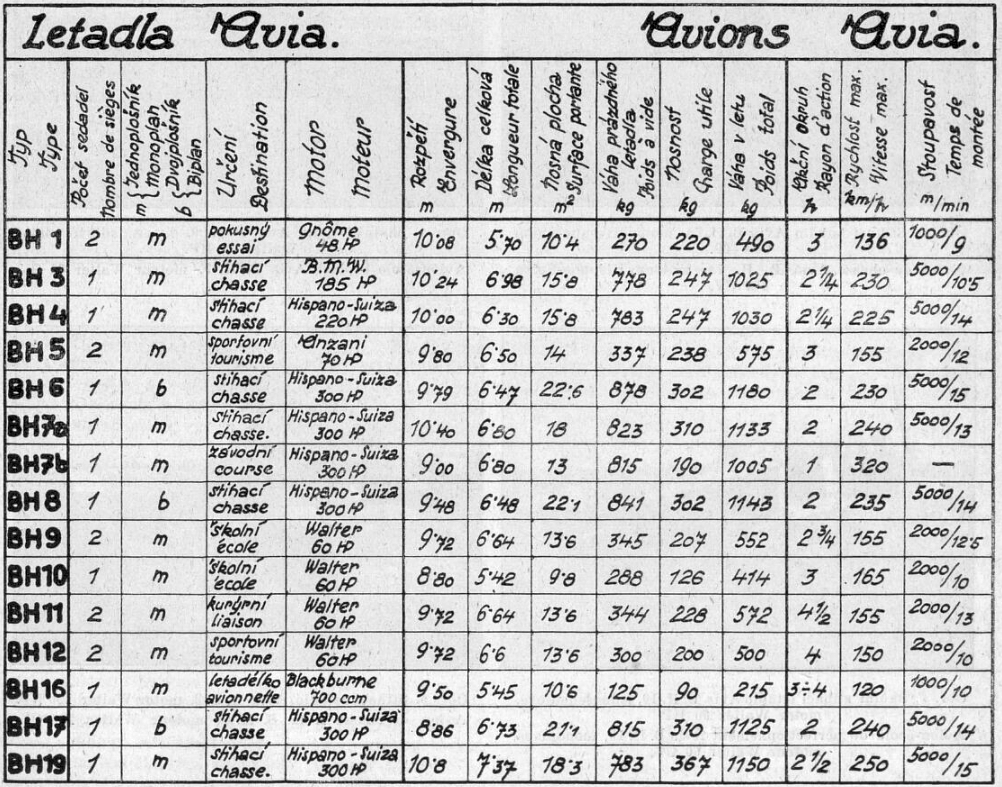
Letadla Avia (1920–1924)

## Podnikatel v letectví
Česká továrna Avia–dílna na opravu a výrobu letadel byla založena v srpnu roku 1919 (zápis v obchodním rejstříku je datován 19. září 1919). Prvními společníky byli ing. Pavel Beneš, ing. Miroslav Hajn (konstruktéři), Jaroslav František Koch (později tvůrce motocyklů Praga a ČZ) a Václav Malý (obchodník). V roce 1920 továrna dokončila první letoun, dolnokřídlý jednoplošník Avia BH–1 (typové označení BH vychází z prvních písmen příjmení konstruktérů). V roce 1921 byl letoun vystaven na Mezinárodní letecké výstavě v pražském Průmyslovém paláci. Stavbou letounu se však nová společnost finančně vyčerpala. Ing. Pavel Beneš se o pomoc obrátil na svého spolužáka Karla Bondyho. V létě 1921 kapitálově vstupují bratři Bondyové do společnosti Avia, která mění název na Miloš Bondy a spol., továrna na letadla. Tehdy továrna sídlila v budovách bývalého pivovaru ve Vysočanech. Miloš a Karel Bondy, kteří továrnu osobně vedli, věnovali pochopitelné úsilí jejímu dalšímu rozvoji. Miloš O. Bondy byl 17. ledna 1922 přijat jako spolu zakládající člen do Čs. Aero-klubu a současně byl zvolen za člena výboru. V roce 1923 pracoval v jeho správním výboru, společně s dr. Vladimírem Kabešem, majitelem továrny Aero, továrna letadel. V červnu 1925 se společnost Miloše Bondyho přestěhovala do nových prostor v Holešovicích (Praha VII, čp. 799, nyní Praha 7 – Holešovice, Osadní 799/26, DOX). Postupně se tato společnost stává jednou z nejúspěšnějších leteckých továren v Československu. Šéfkonstruktéry zůstali zakladatelé společnosti, ing. Pavel Beneš a ing. Miroslav Hajn.
První leteckou trofejí, kterou získalo československé letectví na mezinárodním kolbišti, byla cena belgického krále a cena belgického aeroklubu, kterou dobyl dr. Zdeněk Lhota na letounu BH-5.  Získal tak putovní „Pohár belgického krále“ (Copa du Roi des Belges) a cenu pro turistiku belgického Aeroklubu. Výjimečnost celého závodu pak podtrhl i král Albert I., který osobně předal Lhotovi vítězný pohár. Československá sportovní letadla Avia tím vstoupila úspěšně na mezinárodní kolbiště. Šéfpilot Karel Fritsch na letounu Avia BH-11 s motorem Walter NZ-60, vyrobeným továrnou Miloš Bondy a spol., dobyl i druhé významné trofeje pro československého letectví na mezinárodní soutěži, v poháru Coppa d´Italia v Římě (12.–19. listopadu 1925). Již předtím 20. září 1925 zvítězil Karel Fritsch v rychlostním závodě o Cenu presidenta republiky na letounu Avia BH-21. O rok později tovární pilot Václav Bican na vylepšeném letounu Avia BH-11C tento úspěch a vítězství v Coppa d´Italia zopakoval a získal do té doby putovní pohár do definitivního držení firmy Avia.
Miloš Bondy své angažmá v leteckém průmyslu v podstatě ukončil účastí továrny na IV. letecké výstavě v Praze v červnu 1927. Bohatě obeslaná výstava továrnou Avia (Miloš Bondy a spol.) měla ve středu stánku nový dopravní letoun BH-25 pro soutěž pořádanou Ministerstvem veřejných prací na výběr dopravního letadla, stíhací letouny Avia BH-26 a BH-33, výcvikové letouny BH-20 a BH-29, akrobatický letoun BH-22. Celkem v letech 1920–1928 vytvořila továrna 37 typů letadel, která byla vyráběna v 69 různých provedeních. V srpnu 1927 byl Miloš Bondy jmenován členem Sportovní komise mezinárodní letecké federace FAI. V říjnu 1928 Svaz československých pilotů při příležitosti 10. výročí založení svazu udělil čestné odznaky svazu Miloši a Karlu Bondyovým, kteří se již od roku 1926 stali za zásluhy o čs. letectví čestnými členy svazu.
V říjnu 1926 Národní listy uvedly, že firmu Miloš Bondy a spol. koupí Škoda Plzeň. V průběhu roku 1927 byla společnost akciována a v listopadu příslušná ministerstva schválila stanovy nově zřízené a.s. Avia. Ustavující valná hromada a.s. Avia se konala 4. ledna 1928 s tím, že nová společnost s akc. kapitálem 6 milionů tehdejších korun převezme letecké oddělení fy Avia, Miloš Bondy a spol., což se stalo 22. února 1928, a Avia se tak stala koncernovým podnikem Škodových závodů. V podstatě před propuknutím světové hospodářské krize prodal Miloš O. Bondy podnik se 400 dělníky a úředníky společnosti Škoda Plzeň. V návaznosti na to oba hlavní konstruktéři ing. Pavel Beneš a ing. Miroslav Hajn s částí výkonného osazenstva přešli v roce 1929 do nově zřízeného leteckého oddělení továrny Praga. V roce 1928 prodal i objekt továrny v Holešovicích za dalších 6 mil. korun pražské obci, jejíž 10. odbor stavebního úřadu tam zřídil hlavní sídlo péče o čištění Velké Prahy (později Pražské komunikace).
Po uplynutí 10letého závazku nepodnikat v leteckém oboru, který se naplnil v říjnu 1936, požádal Miloš Bondy o koncesi ke zřízení nové továrny na letadla, kterou hodlal postavit na Moravě.

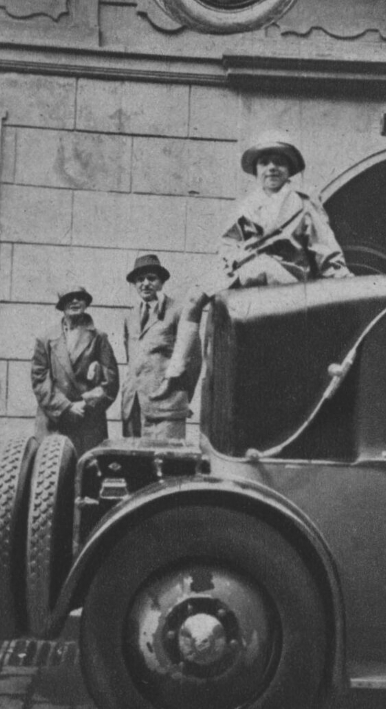
Miloš Bondy, jeho syn Miloš Micha a p. Gutová, manželka prodejce vozů Bugatti ing. Vladimíra Guta (1928)

## Automobilový závodník
- 1921–1923

Prvním jeho poválečným startem byla účast na voze Praga Grand (3,824 l) na prvním poválečném, 5. ročníku v závodu do vrchu Zbraslav–Jíloviště v květnu 1921. Mladý „amateur“ startoval v cestovních automobilech do 4 l objemu válců (kat. F5) a v závodě obsadil 1. místo ex aequo v čase 4:46,3 min společně se zkušeným matadorem Sašou Kolowratem, který jel na Daimleru. V celkovém pořadí cestovních vozů obsadil 5. místo, za což obdržel cenu věnovanou Čs. klubem automobilistů (ČKA).

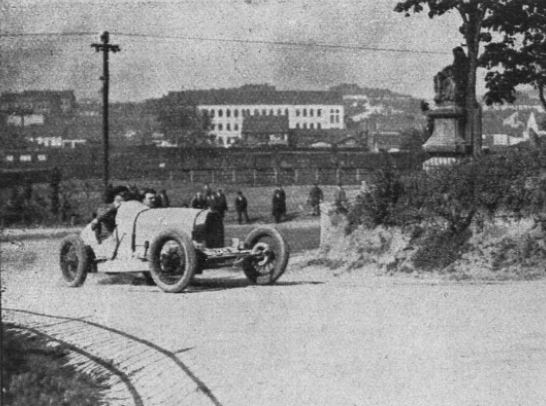
Miloš Bondy na Bugatti T37A, Brno-Soběšice (1928)

V červenci 1921 se zúčastnil na voze Praga (st. č. 9) mezinárodní soutěže spolehlivosti ČKA Kolem republiky v délce přes 2000 km. Za přijetí cizí pomoci však byl diskvalifikován. V druhé etapě z Opavy do Košic najel totiž na překážku, přičemž došlo k přehození závěsů per. Když hevery nestačily, tak si od přihlížejícího železničního zřízence vypůjčil železnou tyč a s ní se snažil vůz nadzvednout. Přitom mu pomáhali pasažér vozu, který nebyl ani jako mechanik hlášen, a i železniční hlídač. Sportovní komise za přijetí cizí pomoci a za použití materiálu na voze nevezeného Miloše Bondyho ze soutěže vyloučila. V soutěži startoval i jeho starší bratr Vladimír Bondy (st. č. 21, Steyr), ale i ten "nedopadl" dobře. Za nedosažení předepsané rychlosti při zkoušce výkonnosti na Dlouhé míli v Ruzyni dostal 50 trestných bodů a obsadil tak 18.-19. místo.
V dubnu 1922 se konala mimořádná valná hromada ČKA, která rozhodla o změně názvu na Autoklub Republiky Československé (AKRČs). Na výborové schůzi byl Miloš Bondy jmenován do Komise výstavní a do Komise pro pořádání sportovních podniků.

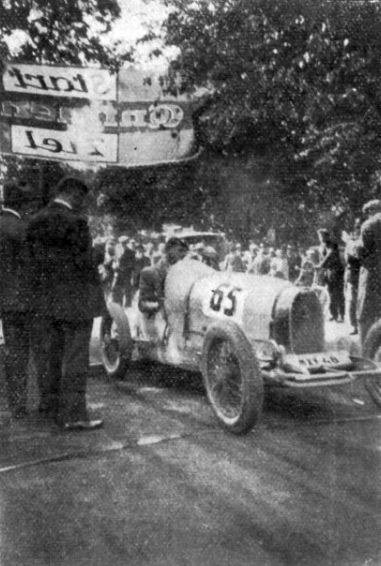
Miloš Bondy na Bugatti T37A (Ecce Homo 1928)

V II. ročníku Mezinárodní soutěže spolehlivosti (4.–10. září 1922, 2400 km), která byla prodloužena o jednu etapu na Podkarpatskou Rus, startoval na voze Austro-Daimler typu AD 6-17 (17/60 HP) se šestiválcovým motorem o objemu válců 3,32 l (st. č. 23), ale ani v tomto ročníku nebyla jeho posádka, řidič Miloš Bondy-mechanik Behenský klasifikována. Ve čtvrté etapě z Košic do Bratislavy mu totiž upadlo přední kolo. Než vůz opravil, spálil motor, který musel být dle propozic stále v chodu, příliš mnoho benzínu. Bondy měl spotřebu benzínu spočítánu přesně, a proto 60 km před cílem se octl na „suchu“. Sice benzín nakonec sehnal, ale do cíle etapy dojel se ztrátou. V předposlední etapě musel přijmout cizí pomoc při opravě zlomeného péra a v důsledku toho se oficiálně vzdal, ale do pražského cíle dojel. V komentáři odborného měsíčníku Auto byl vysloven „obdiv milému členu našeho klubu a vzornému sportovci, panu továrníku Miloši Bondymu, kterému stupidní náhoda kladla v cestu ta největší protivenství a překážky, jenž však se jich nezalekl a s nadlidským úsilím je překonal, tak že podařilo se mu předepsanou traf ve skvělém stylu absolvovati.“ Přestože Miloš Bondy nebyl klasifikován, obdržel cenu pí. a p. Coudenhove-Kalergi, určenou jako cena pro útěchu onoho amateura, který na vlastním voze absolvoval celou soutěž a neobdržel jiné ceny.
Tyto neúspěchy Miloše Bondyho (1921–2) odradily od dalších startů a objevil se až na závodě Zbraslav–Jíloviště o pět let později, v roce 1927. Členem Komise AKRČs. pro pořádání sportovních podniků však v letech 1922–1927 zůstal. V říjnu 1923 se stal zakládajícím členem a prvním předsedou Gentleman Drivers Clubu Č.S.R. Klub měl sídlo v paláci Lucerna a mezi jeho významné členy patřili automobiloví závodníci: bankéř Čeněk Junek, majitel papírny Hugo Urban-Emmrich, podnikatel v cukrovarnictví ing. Wilfried Proskowecz, prodejce automobilů fy. Gräf & Stift a Salmson Arnošt Dietz, velkoobchodník se součástkami velocipédů Jaroslav Golombiowski atd.
- 1927–1929

V květnu 1927 startoval na cestovní, šestiválcové limuzíně Tatra 17 v třídě do 2000 cm³ na závodu do vrchu Zbraslav–Jíloviště. Obsadil časem 4:58,8 min v této třídě 2. místo za Milošem Havlem na Bugatti. Pro rok 1928 si pořídil od pražského zástupce ing. Vladimíra Guta nový závodní vůz Bugatti T37A, aby mohl bojovat i o prvenství v absolutním pořadí. Hned na začátku sezóny („Zbraslav“ se toho roku nejela) 13. května vyhrál 5. ročník závodu do vrchu Brno-Soběšice. Dosáhl nejlepšího času 2:38,8 min. Startoval i na III. ročníku Pradědského okruhu 9. června 1928, ale nedojel do cíle. V třídě do 1,5 l startovaly 4 vozy: Adolf Szczyzycki a Jaroslav Konečník na Wikovech 7/28, kteří oba skončili již v prvním kole, a doc. Dr. Otakar Bittmann a Miloš Bondy, oba na Bugatti T37A. Bondy skončil hned po 1. kole a také nikým neatakovaný Bittmann v 7. kole z 15 havaroval. Chuť si Bondy spravil 16. září 1928, když zvítězil na Bugatti T37A v 8. ročníku závodu Ecce Homo a vytvořil rekord třídy časem 5:49,3 min.
Po roční přestávce způsobenou úpravou trati přilákal 12. ročník Zbraslav–Jíloviště 28. dubna 1929 na 100 000 diváků. Hlavní závod přinesl souboj dvou mistrů volantu, Rudolfa Caraccioly a Hanse Stucka. Vítězem celého závodu se stal „král vrchů“ Stuck na závodním voze Austro-Daimler (objem 3,3 l bez kompresoru) v rekordním traťovém čase 2:45,8 min. Caracciola s vozem Mercedes-Benz (objem 7,2 l s kompresorem) se umístil na celkovém druhém místě časem 2:49,2 min. V závodních automobilech do 1,5 l zvítězil časem 3:01,9 min v rekordu třídy Miloš Bondy na Bugatti T37A.

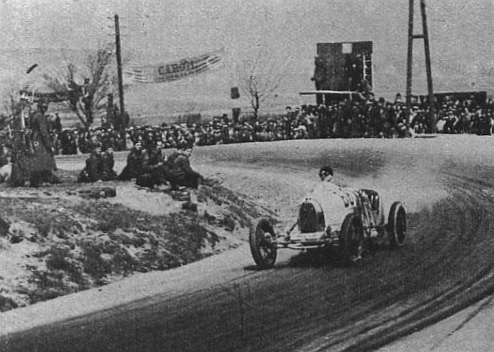
Miloš Bondy na Bugatti T37A (Zbraslav–Jíloviště 1929)

Na 6. ročníku závodu do vrchu Brno-Soběšice 23. června 1929 zopakoval na tomto podniku své vítězství z roku 1928. Časem 2:20,7 min překonal na Bugatti T37A rekord tratě, který do té doby držela Eliška Junková výkonem 2:29,6 min z roku 1926. Toto byl poslední ročník, který se na soběšickém kopci jel, a Bondyho čas je vlastně do dnešních dnů rekordem tratě.
V Praze se 25. srpna 1929 Bondy účastnil na Dni rekordů na letmý kilometr, který byl uspořádám Svazem závodníků AKRČs. Závod se konal na poděbradsko-náchodské státní silnici. Ve své třídě závodních vozů do 1500 cm³ zvítězil na Bugatti T37A v čase 23,34 s a průměrné rychlosti 154,241 km/h. Celkově obsadil 2. místo za Vladimírem Horákem na Bugatti T35B do 3000 cm³ (20,39 s).
- 1930–1936

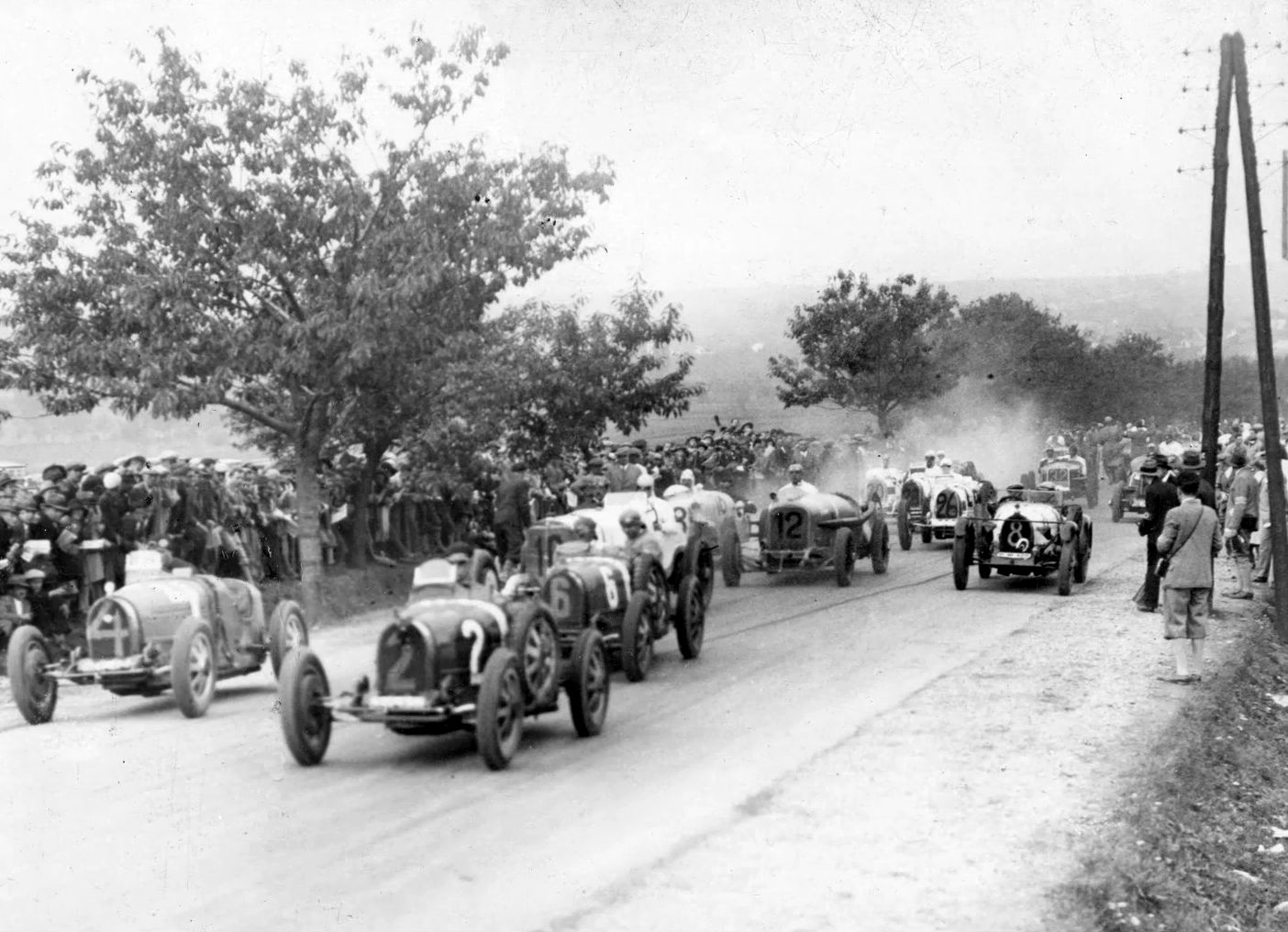
Start závodu na Masarykově okruhu Brno (1930). V popředí čeští jezdci: st. č. 2 Jiří Kristián Lobkowicz (Bugatti), st. č. 4 Miloš Bondy (Bugatti), st. č. 6 dr. Otakar Bittmann (Bugatti), st. č. 8 Jan Kubíček (Bugatti), st. č. 12 Jindřich Knapp (Walter) a st. č. 18 Josef Veřmiřovký (Tatra) – částečně zakryt st. č. 10 (Rudolf Caracciola na Mercedesu)

Vrcholným podnikem konaným v roce 1930 v Československu byl I. ročník závodu na novém Masarykově okruhu. Ten se uskutečnil v neděli 28. září. Závod uspořádal Československý automobilový klub pro Moravu a Slezsko (ČAMS). A vlastně mnoho nechybělo a závod by se nekonal. Žádost ČAMS o povolení stavby okruhu tehdejší vedení Autoklubu Republiky Československé (AKRČs) v Praze (!) nedoporučilo. Přestože se podařilo „nedoporučení“ později překonat a povolení získat, byly tak odstartovány napjaté vztahy mezi Brnem a Prahou trvající přes půl století. Jediný oprávněný zástupce za ČSR v mezinárodní automobilové federaci AIACR (nyní FIA) byl AKRČs, který měl kompetence a mohl by uspořádat Grand Prix (Velkou cenu) Československa. Ale AKRČs k tomu neměl vhodnou trať. ČAMS sice trať měl, ale byl až „dvojkou“, a tak mohl pořádat „jen“ Velkou cenu Masarykovu.
Masarykův okruh v Brně vznikl v roce 1930 původně jako přírodní závodní trať, která svou obtížností patřila k nejtěžším v Evropě. Vzorem byl německý Nürburgring. Okruh měřil 29,194 km a jeho součástí byly běžně užívané silnice na trase Bosonohy – Nový Lískovec – Pisárky – Kohoutovice – Žebětín – Ostrovačice – Veselka – Bosonohy, tzn. jezdil se na „levou ruku“ (proti směru hodinových ručiček). Měl 60 levých a 68 pravých zatáček. Cena okruhu s úpravami okolí se vyšplhala na 12 miliónů Kč. Svůj název dostal po tehdejším československém prezidentovi Masarykovi, který stavbu finančně podpořil, a okruh potom nesl jeho jméno.
Tento závod zahájil slavnou éru automobilových závodů na Masarykově okruhu v letech 1930–1937, které vždy pořádal Československý automobilový klub pro Moravu a Slezsko (ČAMS). Přestože počasí závodům příliš nepřálo, přišlo k trati v zamračené neděli 28. září 1930 přes 80 000 diváků, jiné zdroje odhadují počet na 100 000. V pátečním tréninku Miloš Bondy ošklivě havaroval, ale naštěstí bez zranění, nepočítáme-li „zmalovaná“ záda pestrými modřinami. Havarovaný vůz se podařilo přes noc opravit. V dramatickém závodu silnější kategorie na 17 kol (495,414 km), který odstartoval v 10 h dopoledne, zvítězil Heinrich-Joachim von Morgen (Bugatti 35B, osmiválcový motor, 2300 cm³, kompresor Roots, výkon 135 k/99 kW, max. rychlost 200 km/h) v čase 4:54:13 hod., když v posledním kole předjel – do té doby vedoucího – Tazia Nuvolariho (Alfa Romeo P2). Ten s velkým zpožděním dojel jen jako třetí, protože v době, kdy byl očekáván u cíle jako vítěz závodu, „visel“ na trati 10 km před cílem (za Ostrovačicemi) s přehřátým motorem bez vody. Než se mu podařilo opatřit a doplnit vodu, předjeli ho von Morgen a Burggaller. K zajímavosti I. ročníku ještě patří to, že von Morgen sice odstartoval na Bugatti 35B (st. č. 28), ale do cíle dojel na Bugatti 35C Leiningena (st. č. 30). Propozice tuto záměnu v průběhu závodu umožňovaly. Miloš Bondy startující na novém osmiválcovém Bugatti T35B z první řady byl po 1. kole na 9. místě, ale postupně se začal prokousávat pořadím vzhůru. Jel proti svému zvyku z počátku pomalu a opatrně, po páteční nehodě v tréninku. Při plánované zastávce v depu po 10. kole na doplnění paliva bylo zjištěno, že má někde nahoře prasklou nádrž a při plném stavu by z nádrže benzín (dynakol) tekl. Proto doplnění paliva je provedeno jen pod místo předpokládané trhliny. Po 17 kolech Miloš Bondy dojel do cíle na skvělém 5. místě v čase 5:38:57,3 h. Neplánované prodloužení zastávky v depu ho stálo odhadem 25 minut, což ho připravilo o 3. místo, protože 3. Nuvolari dojel jen 13 minut před ním.

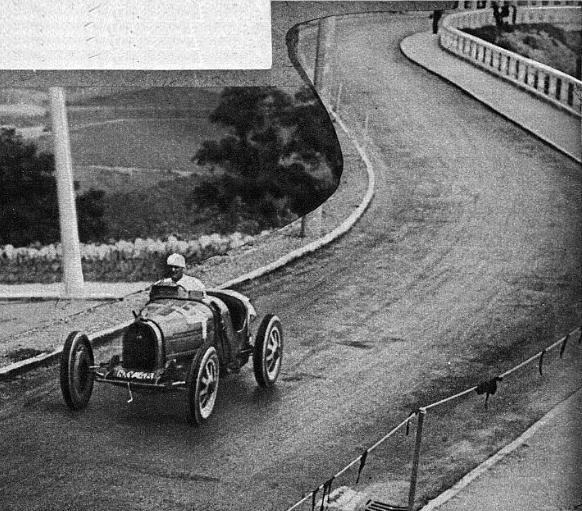
Miloš Bondy, Bugatti, závod do vrchu Barrandov (1931)

V roce 1931 se zúčastnil na Bugatti pouze závodu automobilů do vrchu Barrandov (2,1 km), kterou uspořádal Motor Klub Vysokoškolského sportu.. Závod se konal počátkem prázdnin 12. července. Bondy zvítězil v kategorii závodních vozů do 2000 cm³ a současně se stal vítězem kategorie automobilů v čase 1:48,93 min. V roce 1933 startoval na Alpském poháru (10. ročník Fahrt um den Österreichischen Alpenpokal, 24.-25. června) ve třídě 750–1500 cm³. Ex aequo zvítězil na voze Aero 1000/20 HP a společně s ním na 1. místo dojeli i ing. Wilfried Proskowetz, ing. Erich Ledwinka a Karel (Fritz) Weiss (všichni Tatra 57) a Kamil Kadlčák (Kamillo Kadlczak) na nové Zetce Z 4.
Od 25. ledna do 2. února 1936 měl Bondy startovat spolu Ivanem Hodáčem z rumunské Bukurešti do 15. Rallye Monte Carlo na šestiválci Renault (4085 cm³), ale při cestě na start do Bukurešti měli u sibiňského Alba Iulia nehodu. Ivan Hodáč byl zraněn lehce, ale Miloš Bondy měl zlomena dvě žebra, vážné zranění dolní čelisti a zejména koleno pravé nohy. Vůz byl při nehodě zničen. 28. ledna byli převezeni do Prahy, Miloš Bondy přímo do sanatoria dr. Borůvky, kde byl operován. Miloš Bondy byl ve vážném nebezpečí, neboť do kolena, v Rumunsku snad špatně ošetřeného, dostal nebezpečnou otravu krve. V stavu velmi riskantním byl přivezen do Borůvkova sanatoria, kde sám p. Dr. Borůvka provedl operaci a podařilo se mu nohu zachránit. Miloš Bondy se uzdravil, ale se závoděním skončil.

## Účastník II. odboje
Miloš O. Bondy v době propuknutí II. světové války obchodně pobýval v Paříži. Za pomoci majora Goyi (důstojníka zpravodajského oddělení francouzské armády) se snažil získat vzhledem ke svému židovskému původu francouzské občanství. Byl odmítnut, ale zároveň dostal nabídku spolupráce s francouzskou zpravodajskou službou. Nabídku zpravodajské služby přijal. Tak začala Bondyho spolupráce pro tuto zpravodajskou službu, která jej přemístila do Budapešti. Bondymu, který se prokazoval francouzským pasem, bylo přiděleno z bezpečnostních důvodů nové jméno, Michel Bonis. V Budapešti začal budovat výzvědnou síť a spojení s Protektorátem. Pro prchající z Protektorátu bylo vybudování mezistanice v Budapešti přínosné a napomohlo k vyřizování povolení k výjezdu do Jugoslávie a jiných zemí. V Praze se na jeho podnět vytvořila zpravodajská buňka kolem jeho syna Miloše Michy, Aloise Pacolda a Vladimíra Černého navazující především na již fungující styky s Obranou národa. Skupinu v Praze tvořili většinou bývalí vojenští piloti z ilegálního vedení Svazu letců RČs, kteří sbírali z území protektorátu cenné informace o zbrojním průmyslu, vojenských přesunech, průmyslové výrobě apod. Zprávy přiváželi do Budapešti pomocí rozsáhlé kurýrní sítě zaměstnanci jídelních a lůžkových vlaků firmy Mitropa.
Do této dobře rozvinuté zpravodajské sítě však zasáhla německá kontrašpionáž a Bondy byl 19. února 1940 zatčen. V jeho obžalobě se mimo jiné uvádělo, že v době od poloviny prosince 1939 do poloviny února 1940 prošlo Budapeští více než 850 československých uprchlíků, kteří „chtěli vstoupit do cizinecké legie a převážně to byli důstojníci, piloti, mechanici a technici“. V srpnu 1942 byl Miloš O. Bondy obviněn a odsouzen ze „zemězrady, napomáhání nepříteli a přípravy k velezradě“. Byl označen za zvláště nebezpečného nepřítele Říše, odsouzen k trestu smrti a popraven.